# Tōfu Hyakuchin

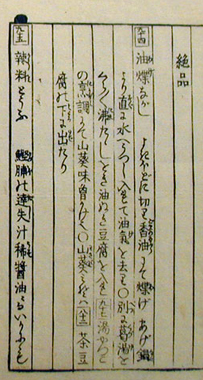
Pagina di "piatti raffinati" del Tofu Hyakunin

Il Tōfu Hyakuchin (豆腐百珍?) è un libro di ricette giapponese scritto da Ka Hitsujun (何必醇) e pubblicato nel 1782 durante il periodo Edo.
Elenca 100 ricette per preparare il tofu. Grazie alla sua immensa popolarità a quel tempo, un secondo volume venne pubblicato l'anno seguente.